# Малиновка (Покровский район, Днепропетровская область)
Малиновка (укр. Малинівка) — село,
Орловский сельский совет,
Покровский район,
Днепропетровская область,
Украина.
Код КОАТУУ — 1224287807. Население по переписи 2001 года составляло 248 человек.

## Географическое положение
Село Малиновка находится в 5-и км от правого берега реки Волчья,
на расстоянии в 2 км от сёл Орлы, Мечетное и Коломийцы.
По селу протекает пересыхающий ручей с запрудами.
Рядом проходит автомобильная дорога Н-15.

## История
- В 1946 году хутор Ягодная №1 переименован в Малиновку[2].